# Olimpijski športi
Program olimpijskih iger trenutno vsebuje 35 različnih športov, 53 disciplin in več kot 400 športnih prireditev. Poletne olimpijske igre sestavlja 28 športov z 38. disciplinami, zimske olimpijske igre pa 7 športov s 15. disciplinami.
Nekateri športi imajo več disciplin in jih vodi ista mednarodna športna zveza, vendar jih ima javnost za različne športe. Takšen primer sta npr. plavanje in vaterpolo, ki sta disciplini vodnih športov, ali npr. hitrostno drsanje in umetnostno drsanje, ki sta disciplini drsanja.
Pretekle igre so priredile športe, ki jih danes ni več na seznamu programa, npr. polo ali vlečenje vrvi. Lokostrelstvo in tenis sta primera, ki sta nekoč bila na igrah, kasneje pa so ju izključili in ponovno vključili v program olimpijskih športov.
Pogosto so bili vključeni tudi demonstracijski športi, po navadi se z njimi promovira kak krajevni šport gostiteljice olimpijskih iger ali se poskuša povečati zanimanje in podpora zanj. Nekatere nekoč demonstracijske športe so vključili v program olimpijskih športov, npr. bejzbol (leta 1992) in curling (leta 1998).

## Poletne olimpijske igre

### Trenutni program
Športi z disciplinami, ki so trenutno na programu poletnih olimpijskih iger. Našteti so glede na ime športa oz. discipline, kot jih navaja Mednarodni olimpijski komite.
X = šport ali disciplina prirejen na navedenih igrah

(d) = prirejen kot demonstracijski šport
| Šport ali disciplina                   | Šport ali disciplina | 96 | 00 | 04  | 06  | 08 | 12  | 20 | 24  | 28 | 32 | 36  | 48 | 52 | 56  | 60 | 64  | 68  | 72  | 76 | 80 | 84  | 88  | 92  | 96 | 00 | 04 | 08 | 12 | 16 | 20 |
| -------------------------------------- | -------------------- | -- | -- | --- | --- | -- | --- | -- | --- | -- | -- | --- | -- | -- | --- | -- | --- | --- | --- | -- | -- | --- | --- | --- | -- | -- | -- | -- | -- | -- | -- |
| Atletika                               |                      | X  | X  | X   | X   | X  | X   | X  | X   | X  | X  | X   | X  | X  | X   | X  | X   | X   | X   | X  | X  | X   | X   | X   | X  | X  | X  | X  | X  | X  | X  |
| Badminton                              |                      |    |    |     |     |    |     |    |     |    |    |     |    |    |     |    |     |     | (d) |    |    |     | (d) | X   | X  | X  | X  | X  | X  | X  | X  |
| Bejzbol                                |                      |    |    |     |     |    | (d) |    |     |    |    | (d) |    |    | (d) |    | (d) |     |     |    |    | (d) | (d) | X   | X  | X  | X  | X  |    |    | X  |
| Boks                                   |                      |    |    | X   |     | X  |     | X  | X   | X  | X  | X   | X  | X  | X   | X  | X   | X   | X   | X  | X  | X   | X   | X   | X  | X  | X  | X  | X  | X  | X  |
| Dviganje uteži                         |                      | X  |    | X   | X   |    |     | X  | X   | X  | X  | X   | X  | X  | X   | X  | X   | X   | X   | X  | X  | X   | X   | X   | X  | X  | X  | X  | X  | X  | X  |
| Gimnastika – na prožni ponjavi         |                      |    |    |     |     |    |     |    |     |    |    |     |    |    |     |    |     |     |     |    |    |     |     |     |    | X  | X  | X  | X  | X  | X  |
| Gimnastika – ritmična                  |                      |    |    |     |     |    |     |    |     |    |    |     |    |    |     |    |     |     |     |    |    | X   | X   | X   | X  | X  | X  | X  | X  | X  | X  |
| Gimnastika – športna                   |                      | X  | X  | X   | X   | X  | X   | X  | X   | X  | X  | X   | X  | X  | X   | X  | X   | X   | X   | X  | X  | X   | X   | X   | X  | X  | X  | X  | X  | X  | X  |
| Hokej na travi                         |                      |    |    |     |     | X  |     | X  | X   | X  | X  | X   | X  | X  | X   | X  | X   | X   | X   | X  | X  | X   | X   | X   | X  | X  | X  | X  | X  | X  | X  |
| Jadranje                               |                      |    | X  |     |     | X  | X   | X  | X   | X  | X  | X   | X  | X  | X   | X  | X   | X   | X   | X  | X  | X   | X   | X   | X  | X  | X  | X  | X  | X  | X  |
| Judo                                   |                      |    |    |     |     |    |     |    |     |    |    |     |    |    |     |    | X   |     | X   | X  | X  | X   | X   | X   | X  | X  | X  | X  | X  | X  | X  |
| Kajak-kanu – na mirnih vodah           |                      |    |    |     |     |    |     |    | (d) |    |    | X   | X  | X  | X   | X  | X   | X   | X   | X  | X  | X   | X   | X   | X  | X  | X  | X  | X  | X  | X  |
| Kajak-kanu – slalom                    |                      |    |    |     |     |    |     |    |     |    |    |     |    |    |     |    |     |     | X   |    |    |     |     | X   | X  | X  | X  | X  | X  | X  | X  |
| Karate                                 |                      |    |    |     |     |    |     |    |     |    |    |     |    |    |     |    |     |     |     |    |    |     |     |     |    |    |    |    |    |    | X  |
| Kolesarjenje – BMX                     |                      |    |    |     |     |    |     |    |     |    |    |     |    |    |     |    |     |     |     |    |    |     |     |     |    |    |    | X  | X  | X  | X  |
| Kolesarjenje – gorsko                  |                      |    |    |     |     |    |     |    |     |    |    |     |    |    |     |    |     |     |     |    |    |     |     |     | X  | X  | X  | X  | X  | X  | X  |
| Kolesarjenje – na cesti                |                      | X  |    |     |     |    | X   | X  | X   | X  | X  | X   | X  | X  | X   | X  | X   | X   | X   | X  | X  | X   | X   | X   | X  | X  | X  | X  | X  | X  | X  |
| Kolesarjenje – na velodromu            |                      | X  | X  | X   | X   | X  |     | X  | X   | X  | X  | X   | X  | X  | X   | X  | X   | X   | X   | X  | X  | X   | X   | X   | X  | X  | X  | X  | X  | X  | X  |
| Konjeništvo                            |                      |    | X  |     |     |    | X   | X  | X   | X  | X  | X   | X  | X  | X   | X  | X   | X   | X   | X  | X  | X   | X   | X   | X  | X  | X  | X  | X  | X  | X  |
| Košarka                                |                      |    |    | (d) |     |    |     |    |     |    |    | X   | X  | X  | X   | X  | X   | X   | X   | X  | X  | X   | X   | X   | X  | X  | X  | X  | X  | X  | X  |
| Lokostrelstvo                          |                      |    | X  | X   |     | X  |     | X  |     |    |    |     |    |    |     |    |     |     | X   | X  | X  | X   | X   | X   | X  | X  | X  | X  | X  | X  | X  |
| Moderni peteroboj                      |                      |    |    |     |     |    | X   | X  | X   | X  | X  | X   | X  | X  | X   | X  | X   | X   | X   | X  | X  | X   | X   | X   | X  | X  | X  | X  | X  | X  | X  |
| Namizni tenis                          |                      |    |    |     |     |    |     |    |     |    |    |     |    |    |     |    |     |     |     |    |    |     | X   | X   | X  | X  | X  | X  | X  | X  | X  |
| Nogomet                                |                      |    | X  | X   | (d) | X  | X   | X  | X   | X  |    | X   | X  | X  | X   | X  | X   | X   | X   | X  | X  | X   | X   | X   | X  | X  | X  | X  | X  | X  | X  |
| Odbojka – dvoranska                    |                      |    |    |     |     |    |     |    |     |    |    |     |    |    |     |    | X   | X   | X   | X  | X  | X   | X   | X   | X  | X  | X  | X  | X  | X  | X  |
| Odbojka – na mivki                     |                      |    |    |     |     |    |     |    |     |    |    |     |    |    |     |    |     |     |     |    |    |     |     |     | X  | X  | X  | X  | X  | X  | X  |
| Plezanje na poletnih olimpijskih igrah |                      |    |    |     |     |    |     |    |     |    |    |     |    |    |     |    |     |     |     |    |    |     |     |     |    |    |    |    |    |    | X  |
| Rokoborba                              |                      | X  |    | X   | X   | X  | X   | X  | X   | X  | X  | X   | X  | X  | X   | X  | X   | X   | X   | X  | X  | X   | X   | X   | X  | X  | X  | X  | X  | X  | X  |
| Rokomet                                |                      |    |    |     |     |    |     |    |     |    |    | X   |    |    |     |    |     |     | X   | X  | X  | X   | X   | X   | X  | X  | X  | X  | X  | X  | X  |
| Sabljanje                              |                      | X  | X  | X   | X   | X  | X   | X  | X   | X  | X  | X   | X  | X  | X   | X  | X   | X   | X   | X  | X  | X   | X   | X   | X  | X  | X  | X  | X  | X  | X  |
| Softball                               |                      |    |    |     |     |    |     |    |     |    |    |     |    |    |     |    |     |     |     |    |    |     |     |     | X  | X  | X  | X  |    |    | X  |
| Streljanje                             |                      | X  | X  | X   | X   | X  | X   | X  | X   |    | X  | X   | X  | X  | X   | X  | X   | X   | X   | X  | X  | X   | X   | X   | X  | X  | X  | X  | X  | X  | X  |
| Taekwondo                              |                      |    |    |     |     |    |     |    |     |    |    |     |    |    |     |    |     |     |     |    |    |     | (d) | (d) |    | X  | X  | X  | X  | X  | X  |
| Tenis                                  |                      | X  | X  | X   | X   | X  | X   | X  | X   |    |    |     |    |    |     |    |     | (d) |     |    |    | (d) | X   | X   | X  | X  | X  | X  | X  | X  | X  |
| Triatlon                               |                      |    |    |     |     |    |     |    |     |    |    |     |    |    |     |    |     |     |     |    |    |     |     |     |    | X  | X  | X  | X  | X  | X  |
| Veslanje                               |                      |    | X  | X   | X   | X  | X   | X  | X   | X  | X  | X   | X  | X  | X   | X  | X   | X   | X   | X  | X  | X   | X   | X   | X  | X  | X  | X  | X  | X  | X  |
| Vodni športi – plavanje                |                      | X  | X  | X   | X   | X  | X   | X  | X   | X  | X  | X   | X  | X  | X   | X  | X   | X   | X   | X  | X  | X   | X   | X   | X  | X  | X  | X  | X  | X  | X  |
| Vodni športi – sinhrono plavanje       |                      |    |    |     |     |    |     |    |     |    |    |     |    |    |     |    |     |     |     |    |    | X   | X   | X   | X  | X  | X  | X  | X  | X  | X  |
| Vodni športi – skoki v vodo            |                      |    |    | X   | X   | X  | X   | X  | X   | X  | X  | X   | X  | X  | X   | X  | X   | X   | X   | X  | X  | X   | X   | X   | X  | X  | X  | X  | X  | X  | X  |
| Vodni športi – vaterpolo               |                      |    | X  |     |     | X  | X   | X  | X   | X  | X  | X   | X  | X  | X   | X  | X   | X   | X   | X  | X  | X   | X   | X   | X  | X  | X  | X  | X  | X  | X  |

### Športi preteklih iger
Športi in discipline, ki so bili del preteklih poletnih olimpijskih iger in niso prisotni v trenutnem programu:
X = šport ali disciplina prirejen na navedenih igrah

(d) = prirejen kot demonstracijski šport
| Šport ali disciplina | Šport ali disciplina | 96 | 00  | 04 | 06 | 08 | 12 | 20 | 24                                           | 28                                           | 32                                           | 36                                           | 48                                           | 52                                           | 56                                           | 60                                           | 64                                           | 68                                           | 72                                           | 76                                           | 80                                           | 84                                           | 88                                           | 92                                           | 96                                           | 00                                           | 04                                           |
| -------------------- | -------------------- | -- | --- | -- | -- | -- | -- | -- | -------------------------------------------- | -------------------------------------------- | -------------------------------------------- | -------------------------------------------- | -------------------------------------------- | -------------------------------------------- | -------------------------------------------- | -------------------------------------------- | -------------------------------------------- | -------------------------------------------- | -------------------------------------------- | -------------------------------------------- | -------------------------------------------- | -------------------------------------------- | -------------------------------------------- | -------------------------------------------- | -------------------------------------------- | -------------------------------------------- | -------------------------------------------- |
| Baskovska pelota     |                      |    | X   |    |    |    |    |    | (d)                                          |                                              |                                              |                                              |                                              |                                              |                                              |                                              |                                              | (d)                                          |                                              |                                              |                                              |                                              |                                              | (d)                                          |                                              |                                              |                                              |
| Drsanje – umetnostno |                      |    |     |    |    | X  |    | X  | vključeno v program zimskih olimpijskih iger | vključeno v program zimskih olimpijskih iger | vključeno v program zimskih olimpijskih iger | vključeno v program zimskih olimpijskih iger | vključeno v program zimskih olimpijskih iger | vključeno v program zimskih olimpijskih iger | vključeno v program zimskih olimpijskih iger | vključeno v program zimskih olimpijskih iger | vključeno v program zimskih olimpijskih iger | vključeno v program zimskih olimpijskih iger | vključeno v program zimskih olimpijskih iger | vključeno v program zimskih olimpijskih iger | vključeno v program zimskih olimpijskih iger | vključeno v program zimskih olimpijskih iger | vključeno v program zimskih olimpijskih iger | vključeno v program zimskih olimpijskih iger | vključeno v program zimskih olimpijskih iger | vključeno v program zimskih olimpijskih iger | vključeno v program zimskih olimpijskih iger |
| Golf                 |                      |    | X   | X  |    |    |    |    |                                              |                                              |                                              |                                              |                                              |                                              |                                              |                                              |                                              |                                              |                                              |                                              |                                              |                                              |                                              |                                              |                                              |                                              |                                              |
| Hokej na ledu        |                      |    |     |    |    |    |    | X  | vključen v program zimskih olimpijskih iger  | vključen v program zimskih olimpijskih iger  | vključen v program zimskih olimpijskih iger  | vključen v program zimskih olimpijskih iger  | vključen v program zimskih olimpijskih iger  | vključen v program zimskih olimpijskih iger  | vključen v program zimskih olimpijskih iger  | vključen v program zimskih olimpijskih iger  | vključen v program zimskih olimpijskih iger  | vključen v program zimskih olimpijskih iger  | vključen v program zimskih olimpijskih iger  | vključen v program zimskih olimpijskih iger  | vključen v program zimskih olimpijskih iger  | vključen v program zimskih olimpijskih iger  | vključen v program zimskih olimpijskih iger  | vključen v program zimskih olimpijskih iger  | vključen v program zimskih olimpijskih iger  | vključen v program zimskih olimpijskih iger  | vključen v program zimskih olimpijskih iger  |
| Jeu de paume         |                      |    | (d) |    |    | X  |    |    |                                              |                                              |                                              |                                              |                                              |                                              |                                              |                                              |                                              |                                              |                                              |                                              |                                              |                                              |                                              |                                              |                                              |                                              |                                              |
| Kriket               |                      |    | X   |    |    |    |    |    |                                              |                                              |                                              |                                              |                                              |                                              |                                              |                                              |                                              |                                              |                                              |                                              |                                              |                                              |                                              |                                              |                                              |                                              |                                              |
| Kroket               |                      |    | X   |    |    |    |    |    |                                              |                                              |                                              |                                              |                                              |                                              |                                              |                                              |                                              |                                              |                                              |                                              |                                              |                                              |                                              |                                              |                                              |                                              |                                              |
| Lacrosse             |                      |    |     | X  |    | X  |    |    |                                              | (d)                                          | (d)                                          |                                              | (d)                                          |                                              |                                              |                                              |                                              |                                              |                                              |                                              |                                              |                                              |                                              |                                              |                                              |                                              |                                              |
| Polo                 |                      |    | X   |    |    | X  |    | X  | X                                            |                                              |                                              | X                                            |                                              |                                              |                                              |                                              |                                              |                                              |                                              |                                              |                                              |                                              |                                              |                                              |                                              |                                              |                                              |
| Rackets              |                      |    |     |    |    | X  |    |    |                                              |                                              |                                              |                                              |                                              |                                              |                                              |                                              |                                              |                                              |                                              |                                              |                                              |                                              |                                              |                                              |                                              |                                              |                                              |
| Roque                |                      |    |     | X  |    |    |    |    |                                              |                                              |                                              |                                              |                                              |                                              |                                              |                                              |                                              |                                              |                                              |                                              |                                              |                                              |                                              |                                              |                                              |                                              |                                              |
| Rugbi                |                      |    | X   |    |    | X  |    | X  | X                                            |                                              |                                              |                                              |                                              |                                              |                                              |                                              |                                              |                                              |                                              |                                              |                                              |                                              |                                              |                                              |                                              |                                              |                                              |
| Vlečenje vrvi        |                      |    | X   | X  |    | X  | X  | X  |                                              |                                              |                                              |                                              |                                              |                                              |                                              |                                              |                                              |                                              |                                              |                                              |                                              |                                              |                                              |                                              |                                              |                                              |                                              |
| Vodni motorni športi |                      |    | (d) |    |    | X  |    |    |                                              |                                              |                                              |                                              |                                              |                                              |                                              |                                              |                                              |                                              |                                              |                                              |                                              |                                              |                                              |                                              |                                              |                                              |                                              |

### Demonstracijski športi
Športi, ki so bili prirejeni kot demonstracijski na poletnih olimpijskih igrah. Ti športi se niso nikoli vključili v uradni olimpijski program:
| - Ameriški nogomet (1904 in 1932) - Avstralski nogomet (1956) - Balinanje (1900) - Bovling (1988) - Budo (1964) - Glima (1912) - Hokej na kotalkah (1992) - Jadralno letalstvo (1936) - Kaatsen (1928) - Korfball (1920 in 1928) - La canne (1924) |  | - Longue paume (1900) - Motošport (1900) - Pesäpallo (finski bejzbol) (1952) - Poleti z balonom (1900) - Reševanje s surfom (1900) - Sambo (1980) - Savate (1924) - Smučanje na vodi (1972) - Švedska (Ling) gimnastika (1948) - Trening v dviganju ročk (1904) |

## Zimske olimpijske igre

### Trenutni program
Športi z disciplinami, ki so trenutno na programu zimskih olimpijskih iger. Našteti so glede na ime športa oz. discipline, kot jih navaja Mednarodni olimpijski komite.
Preden so se olimpijske igre ločile na poletne in zimske leta 1924, je umetnostno drsanje bilo del programa Poletnih olimpijskih iger 1908 in Poletnih olimpijskih iger 1920 in hokej na ledu del programa Poletnih olimpijskih iger 1920.
X = šport ali disciplina prirejen na navedenih igrah

 (d) = prirejen kot demonstracijski šport
| Prikazani so tudi zimskih športi, ki so bili prirejeni na poletnih olimpijskih igrah. |

| Šport ali disciplina                | Šport ali disciplina | 08 | 20 | 24 | 28  | 32  | 36  | 48  | 52 | 56 | 60 | 64 | 68 | 72 | 76 | 80 | 84 | 88  | 92  | 94 | 98 | 02 | 06 | 10 |
| Biatlon                             |                      |    |    | X  | (d) |     | (d) | (d) |    |    | X  | X  | X  | X  | X  | X  | X  | X   | X   | X  | X  | X  | X  | X  |
| Bob                                 |                      |    |    | X  | X   | X   | X   | X   | X  | X  |    | X  | X  | X  | X  | X  | X  | X   | X   | X  | X  | X  | X  | X  |
| Bob – skeleton                      |                      |    |    |    | X   |     |     | X   |    |    |    |    |    |    |    |    |    |     |     |    |    | X  | X  | X  |
| Curling                             |                      |    |    | X  |     | (d) |     |     |    |    |    |    |    |    |    |    |    | (d) | (d) |    | X  | X  | X  | X  |
| Drsanje – hitrostno                 |                      |    |    | X  | X   | X   | X   | X   | X  | X  | X  | X  | X  | X  | X  | X  | X  | X   | X   | X  | X  | X  | X  | X  |
| Drsanje – hitrostno na kratke proge |                      |    |    |    |     |     |     |     |    |    |    |    |    |    |    |    |    | (d) | X   | X  | X  | X  | X  | X  |
| Drsanje – umetnostno                |                      | X  | X  | X  | X   | X   | X   | X   | X  | X  | X  | X  | X  | X  | X  | X  | X  | X   | X   | X  | X  | X  | X  | X  |
| Hokej na ledu                       |                      |    | X  | X  | X   | X   | X   | X   | X  | X  | X  | X  | X  | X  | X  | X  | X  | X   | X   | X  | X  | X  | X  | X  |
| Sankanje                            |                      |    |    |    |     |     |     |     |    |    |    | X  | X  | X  | X  | X  | X  | X   | X   | X  | X  | X  | X  | X  |
| Smučanje – akrobatsko               |                      |    |    |    |     |     |     |     |    |    |    |    |    |    |    |    |    | (d) | X   | X  | X  | X  | X  | X  |
| Smučanje – alpsko                   |                      |    |    |    |     |     | X   | X   | X  | X  | X  | X  | X  | X  | X  | X  | X  | X   | X   | X  | X  | X  | X  | X  |
| Smučanje – deskanje na snegu        |                      |    |    |    |     |     |     |     |    |    |    |    |    |    |    |    |    |     |     |    | X  | X  | X  | X  |
| Smučanje – nordijska kombinacija    |                      |    |    | X  | X   | X   | X   | X   | X  | X  | X  | X  | X  | X  | X  | X  | X  | X   | X   | X  | X  | X  | X  | X  |
| Smučanje – skoki                    |                      |    |    | X  | X   | X   | X   | X   | X  | X  | X  | X  | X  | X  | X  | X  | X  | X   | X   | X  | X  | X  | X  | X  |
| Smučanje – teki                     |                      |    |    | X  | X   | X   | X   | X   | X  | X  | X  | X  | X  | X  | X  | X  | X  | X   | X   | X  | X  | X  | X  | X  |

### Demonstracijski športi
Športi, ki so bili prirejeni kot demonstracijski na zimskih olimpijskih igrah. Ti športi se niso nikoli vključili v uradni olimpijski program:
- Alpsko smučanje za invalide (1984 in 1988)
- Balet na smučeh (acroski) – kot demonstracijski šport akrobacijskega smučanje (1988 in 1992)
- Bandy (1952)
- Hitrostno smučanje (1992)
- Kegljanje na ledu (1936 in 1964)
- Pasje dirke s sanmi (1932)
- Skijoring (1928)
- Smučarski teki za invalide (1988)
- Vojaška patrulja (1928, 1936 in 1948)
- Zimski peteroboj (1948)

## Priznani športi
Športi in discipline, ki niso del trenutnega olimpijskega programa, vendar so priznani s strani MOK. Priznani športi se lahko pojavijo na bodočih olimpijskih igrah s priporočilom komisije olimpijskega programa MOK in z glasovanjem članov MOK. 
MOK je 11. julija 2005 glasoval za izključitev bejzbola in softbola iz olimpijskega programa Poletnih olimpijskih iger 2012 in nadaljnjih.
| - Alpinizem in plezanje - Balinanje - Bandy - Baskovska pelota - Biljard - Bovling - Bridž - Dirkanje z motornimi čolni - Golf |  | - Karate - Korfball - Motošporti - Netball - Orientacijski tek - Podvodni športi - Polo - Racquetball - Reševanje s surfom |  | - Ragbi - Smučanje na vodi - Skvoš - Sumo - Surfanje - Športi na kotalkah - Vlečenje vrvi - Wushu |